# Avenida Buhre (línea Pelham)
 Avenida Buhre   es una estación en la línea Pelham del Metro de Nueva York de la  División A del Interborough Rapid Transit Company. La estación se encuentra localizada en el barrio Pelham Bay, Bronx y entre la Avenida Buhre y la Avenida Westchester. La estación es servida en varios horarios por diferentes trenes de los servicios  y .